# Liga Premier
Die Segunda División (Mexiko) war zwischen 1950/51 und 1993/94 die zweithöchste Spielklasse im mexikanischen Vereinsfußball. Seit Einführung der Primera División „A“ in der Saison 1994/95 ist sie – trotz ihres bis 2015 weiterhin bestehenden Namens – nur noch die dritthöchste Spielklasse des Landes. Vor Beginn der Saison 2015/16 wurde sie in Liga Premier umbenannt.

## Gliederung der Liga von 1994/95 bis 2007/08
Sie bestand bis zur Saison 2007/08 aus fünf Staffeln, die nach regionalen Gesichtspunkten unterteilt waren:
1. Die Zona Sur umfasste das südöstliche Mexiko, das sich von den östlichen Regionen des Bundesstaates Puebla über Veracruz, Oaxaca, Tabasco und Chiapas bis zur Halbinsel Yucatán erstreckte.
2. Die Zona Central beinhaltete das Kernstück des Landes: den Hauptstadtbezirk und die unmittelbar angrenzenden Gebiete in den Bundesstaaten México, Morelos, Puebla und Hidalgo.
3. Die weiter vom Hauptstadtbezirk entfernt gelegenen Vereine dieser Bundesstaaten (mit Ausnahme von Puebla) fanden sich zusammen mit den Vereinen aus den Bundesstaaten Aguascalientes, Guanajuato, Querétaro, San Luis Potosi und Zacatecas in der Zona Bajío. Ferner gehörten zu ihrem Einzugsgebiet die Vereine aus den östlichen Regionen von Jalisco und Michoacán.
4. Die Zona Occidente umfasste die westlichen Küstenstaaten (Jalisco, Michoacán, Colima, Nayarit, Sonora und Sinaloa) sowie die Halbinsel Baja California.
5. Zur Zona Norte gehörten die in den nördlichen Bundesstaaten Chihuahua, Coahuila, Durango, Nuevo León und Tamaulipas beheimateten Vereine.

## Aktuelle Gliederung der Liga
Seit der Saison 2008/09 besteht die Liga aus sechs Staffeln, von denen drei Staffeln zur Liga Premier de Ascenso gehören und die anderen drei zur Liga de Nuevos Talentos. Die erstgenannte Liga entspricht einer normalen dritten Liga mit Aufstiegsmöglichkeit in die zweitklassige Primera División „A“, während die zweitgenannte Liga eine reine Nachwuchsliga ohne Aufstiegsmöglichkeit ist. Beide Ligen, die innerhalb der Segunda División angesiedelt sind und daher eher als Zweige bezeichnet werden sollten, sind nach regionalen Gesichtspunkten untergliedert und beinhalten jeweils eine Staffel, die den Norden, die Mitte und den Süden abdeckt. Um die Ligen bzw. Zweige voneinander zu unterscheiden, tragen die Staffeln der Liga Premier de Ascenso die Bezeichnungen Norte (Nord), Central (Zentral) und Sur (Süd), die Staffeln der Liga de Nuevos Talentos hingegen die Bezeichnungen Noroeste (Nordwest), Bajío (Tiefland) und Sureste (Südwest).

## Die Gründung der Segunda División
Mit der 1943 vollzogenen Einführung des Profifußballs schritt die Ausweitung des Fußballsports in Mexiko unaufhaltsam voran. Die Stadien waren häufig ausverkauft und in vielen Teilen des Landes, in denen der Fußball bis dahin lediglich ein Schattendasein geführt hatte, wurden neue Mannschaften ins Leben gerufen. Einige dieser neuen Mannschaften strebten eine Aufnahme in die Primera División an. Doch deren Kapazitäten waren allein aufgrund des Spielplans begrenzt. Erschwerend hinzu kam auch zu Lasten vieler Vereine aus der Provinz, dass weder ihre Mannschaften noch ihre Stadien erstligatauglich waren. Um diesen Widerspruch zu lösen – die neuen Mannschaften in den Spielbetrieb zu integrieren und sie gleichzeitig nicht zu überfordern – wurde am 2. September 1947 eine Kommission gebildet, die die Kriterien für die Schaffung einer zweiten Liga ausarbeiten sollte. Aufnahmeberechtigt waren schließlich nur jene Vereine, die eine Zuschauerkapazität von mindestens 3.000 vorweisen konnten und mindestens 300 Mitglieder hatten.

## Die Gründungsmitglieder
Am 26. Dezember 1950 nahm die Segunda División ihren Spielbetrieb mit folgenden Mannschaften auf: Zacatepec (am Ende der Eröffnungssaison erster Meister und somit erster sportlicher Aufsteiger in die erste Liga) sowie – gemäß der Reihenfolge in der Abschlusstabelle – Zamora, Pachuca, Irapuato, Morelia, Toluca und Querétaro.

## Die Zweitligameister der Segunda División
Im Zeitraum zwischen 1950/51 und 1993/94 war die Segunda División nicht nur ihrem Namen nach die zweite Liga, sondern ihr jeweiliger Sieger auch tatsächlich zum Aufstieg in die erstklassige Primera División berechtigt. Folgende Mannschaften gewannen die Zweitligameisterschaft der alten Segunda División:
- 1950/51 Zacatepec
- 1951/52 La Piedad
- 1952/53 Toluca
- 1953/54 Irapuato
- 1954/55 Atlas
- 1955/56 Monterrey
- 1956/57 Zamora
- 1957/58 Celaya FC
- 1958/59 Tampico
- 1959/60 Monterrey
- 1960/61 Nacional
- 1961/62 UNAM Pumas
- 1962/63 Zacatepec
- 1963/64 Cruz Azul
- 1964/65 Ciudad Madero
- 1965/66 Jabatos Nuevo León
- 1966/67 Pachuca
- 1967/68 CF Laguna
- 1968/69 Torreón
- 1969/70 Zacatepec
- 1970/71 San Luis
- 1971/72 Atlas
- 1972/73 Ciudad Madero
- 1973/74 UANL Tigres
- 1974/75 UAG Tecos
- 1975/76 San Luis
- 1976/77 Atlante
- 1977/78 Zacatepec
- 1978/79 Atlas
- 1979/80 Atletas Campesinos
- 1980/81 Atlético Morelia
- 1981/82 Oaxtepec
- 1982/83 Unión de Curtidores
- 1983/84 Zacatepec 1
- 1984/85 Irapuato
- 1985/86 Cobras Querétaro
- 1986/87 UAT Correcaminos
- 1987/88 Cobras Ciudad Juárez
- 1988/89 Potros Neza 2
- 1989/90 León
- 1990/91 Atlante
- 1991/92 Pachuca
- 1992/93 U.T. de Neza
- 1993/94 Tampico-Madero

1 Mit insgesamt fünf Titeln in den Spielzeiten 1951, 1963, 1970, 1978 und 1984 ist der CD Zacatepec Rekordmeister der alten, zweitklassigen Segunda División.
2 Potros Neza verkaufte seine Lizenz vor Beginn der nächsten Saison an den CD Veracruz, der an ihrer Stelle 1989/90 in der ersten Liga antrat.

## Die Drittligameister der Segunda División

### Meister 1994/95 bis 1996/97
Seit 1994/95 ist die Segunda División nur noch die dritthöchste Spielklasse im mexikanischen Vereinsfußball. Drittligameister wurden seither die folgenden Vereine:
- 1994/95 Cruz Azul Hidalgo (Filialteam des CD Cruz Azul)
- 1995/96 Tigrillos de la UANL (Filialteam der UANL Tigres)
- 1996/97 Bachilleres UdeG

### Meister 1997/98 bis 2001/02
Seit der Saison 1997/98 gibt es zwei Meister pro Jahr (je Halbsaison):
- Winter 1997: Potros Zitácuaro
- Sommer 1998: Gallos de Aguascalientes
- Winter 1998: Alacranes de Durango
- Sommer 1999: Alacranes de Durango
- Winter 1999: CF Cuautitlán
- Sommer 2000: Marte Morelos FC
- Winter 2000: Águilas de Tamaulipas
- Sommer 2001: Potros Zitácuaro
- Winter 2001: Deportivo Cihuatlán
- Sommer 2002: Astros de Ciudad Juárez

### Meister 2002/03 bis 2007/08
Seit der Saison 2002/03 ist die Liga unterteilt nach Mannschaften, die grundsätzlich aufstiegsberechtigt sind und solchen, die als reine Talentschuppen höherklassiger Mannschaften dienen und nicht aufstiegsberechtigt sind. Für die unterschiedlichen Mannschaften gibt es getrennte Meisterschaften.
Hinweis: der bei den Mannschaften hinterlegte Link führt zum jeweiligen Hauptverein.
| Saison        | Meister der Aufstiegsliga     | Meister der Filialteams |
| ------------- | ----------------------------- | ----------------------- |
| Apertura 2002 | Deportivo Tepic               | Pachuca „B“             |
| Clausura 2003 | Delfines de Coatzacoalcos     | Necaxa „B“              |
| Apertura 2003 | Lobos BUAP                    | CD Guadalajara „B“      |
| Clausura 2004 | Pachuca Juniors               | Santos Laguna „B“       |
| Apertura 2004 | Académicos                    | CD Guadalajara „B“      |
| Clausura 2005 | Académicos                    | CD Guadalajara „B“      |
| Apertura 2005 | Delfines de Coatzacoalcos „B“ | Atlas „B“               |
| Clausura 2006 | Pegaso Anáhuac                | Santos Laguna „B“       |
| Apertura 2006 | Pachuca Juniors               | Chivas San Rafael       |
| Clausura 2007 | Cruz Azul Jasso               | América Coapa           |
| Apertura 2007 | Pachuca Juniors               | Monarcas Morelia „C“    |
| Clausura 2008 | Universidad del Fútbol        | CD Guadalajara „B“      |

### Meister seit 2008/09
Seit der Saison 2008/09 ist die Segunda División in die Liga Premier de Ascenso und die Liga de Ascenso de Nuevos Talentos untergliedert, von denen die Letztgenannte in der Saison 2008/09 wiederum in zwei verschiedenen Liguillas ausgetragen wurde: der Liguilla de Ascenso und der Liguilla de Filiales. Die einmalig ausgetragene – und in der nachstehenden Übersicht nicht gesondert erwähnte – Liguilla de Filiales wurde von den Reservemannschaften der beiden großen Teams aus Guadalajara gewonnen: die Apertura 2008 von Atlas und die Clausura 2009 von Chivas.
| Saison               | Meister der Liga Premier de Ascenso (seit 2017/18 Serie A) | Meister der Liga de Nuevos Talentos (seit 2017/18 Serie B) |
| -------------------- | ---------------------------------------------------------- | ---------------------------------------------------------- |
| Apertura 2008        | Mérida FC „B“                                              | U.A. de Hidalgo                                            |
| Clausura 2009        | Universidad del Fútbol                                     | América Coapa                                              |
| Gesamtsieger 2008/09 | Mérida FC „B“                                              | América Coapa                                              |
| Apertura 2009        | Universidad del Fútbol                                     | UAT Correcaminos „B“                                       |
| Clausura 2010        | Universidad del Fútbol                                     | U.A. de Hidalgo                                            |
| Gesamtsieger 2009/10 | Universidad del Fútbol                                     | UAT Correcaminos „B“                                       |
| Apertura 2010        | Celaya FC                                                  | Cachorros UANL                                             |
| Clausura 2011        | Chivas Rayadas                                             | Cachorros León                                             |
| Gesamtsieger 2010/11 | Celaya FC                                                  | Cachorros León                                             |
| Apertura 2011        | Titanes de Tulancingo                                      | Estudiantes Tecos „B“                                      |
| Clausura 2012        | Titanes de Tulancingo                                      | Académicos de Atlas                                        |
| Gesamtsieger 2011/12 | Titanes de Tulancingo                                      | Académicos de Atlas                                        |
| Apertura 2012        | Murciélagos FC                                             | Académicos de Atlas                                        |
| Clausura 2013        | CF Ballenas Galeana                                        | Alacranes de Durango                                       |
| Gesamtsieger 2012/13 | CF Ballenas Galeana                                        | Académicos de Atlas                                        |
| Apertura 2013        | Linces de Tlaxcala                                         | Pioneros de Cancún                                         |
| Clausura 2014        | Atlético Coatzacoalcos                                     | Selva Cañera                                               |
| Gesamtsieger 2013/14 | Atlético Coatzacoalcos                                     | Pioneros de Cancún                                         |
| Apertura 2014        | Potros de la UAEM                                          | Mineros de Fresnillo                                       |
| Clausura 2015        | Loros de Colima                                            | Sahuayo FC                                                 |
| Gesamtsieger 2014/15 | Loros de Colima                                            | Mineros de Fresnillo                                       |
| Apertura 2015        | Potros de la UAEM                                          | UAT Correcaminos II                                        |
| Clausura 2016        | Tampico-Madero FC                                          | Real Zamora                                                |
| Gesamtsieger 2015/16 | Potros de la UAEM                                          | Real Zamora                                                |
| Apertura 2016        | Linces de Tlaxcala                                         | UAT Correcaminos II                                        |
| Clausura 2017        | Linces de Tlaxcala                                         | Yalmakan FC                                                |
| Gesamtsieger 2016/17 | Linces de Tlaxcala                                         | Yalmakan FC                                                |
| Apertura 2017        | CD Tepatitlán de Morelos                                   | Yalmakan FC                                                |
| Clausura 2018        | Loros de Colima                                            | Albinegros de Orizaba                                      |
| Gesamtsieger 2017/18 | CD Tepatitlán de Morelos                                   | Yalmakan FC                                                |
| 2018/19              | Loros de Colima                                            | Cañoneros Marina                                           |
| 2019/20              | vorzeitiger Saisonabbruch                                  |                                                            |
| 2020/21              | CD Irapuato                                                | nicht ausgetragen                                          |
| Apertura 2021        | Alacranes de Durango                                       | Aguacateros CDU                                            |
| Clausura 2022        | Mazorqueros FC                                             | Aguacateros CDU                                            |
| Gesamtsieger 2021/22 | Alacranes de Durango                                       | Aguacateros CDU                                            |
| Apertura 2022        | Tuzos de la UAZ                                            | Club Calor                                                 |
| Clausura 2023        | Tampico-Madero FC                                          | Alebrijes „B“                                              |
| Gesamtsieger 2022/23 | Tampico-Madero FC                                          | Alebrijes „B“                                              |
| 2023/24              | Tampico-Madero FC                                          | Aguacateros CDU                                            |
| Apertura 2024        | Aguacateros de Peribán                                     | CF Santiago                                                |
| Clausura 2025        | CD Irapuato                                                | CF Santiago                                                |